# Aéroport de Kiruna
L'aéroport de Kiruna est un aéroport situé à une dizaine de kilomètres du centre de Kiruna, dans le nord de la Suède.

## Situation

### Carte des aéroports de Suède
| \| 50 km1:2 974 000 \| Montagnes · Sälen Ängelholm–Helsingborg Åre Östersund Arvidsjaur Borlänge Gällivare Göteborg-Landvetter Hagfors Halmstad Hemavan Tärnaby Jönköping Kalmar Karlstad Kiruna Kramfors-Sollefteå Linköping Luleå Lycksele Malmö Mora-Siljan Norrköping Örnsköldsvik Örebro Pajala Ronneby Skellefteå Stockholm-Arlanda Stockholm-Bromma Stockholm-Skavsta Stockholm-Västerås Sundsvall-Timrå Sveg Torsby Trollhättan–Vänersborg Umeå Växjö Vilhelmina Visby |
| 50 km1:2 974 000 |

## Statistiques
Pour des raisons techniques, il est temporairement impossible d'afficher le graphique qui aurait dû être présenté ici.

Voir la requête brute et les sources sur Wikidata.

## Compagnies aériennes et destinations
| Compagnies            | Destinations                                                    |
| --------------------- | --------------------------------------------------------------- |
| Air France            | En saison: Paris-Charles de Gaulle (débute le 21 décembre 2024) |
| Eurowings             | En saison: Düsseldorf                                           |
| Norwegian Air Shuttle | Stockholm-Arlanda                                               |
| Scandinavian Airlines | Stockholm-Arlanda                                               |

Édité le 11/02/2020  Actualisé le 27/02/2023